# 漆

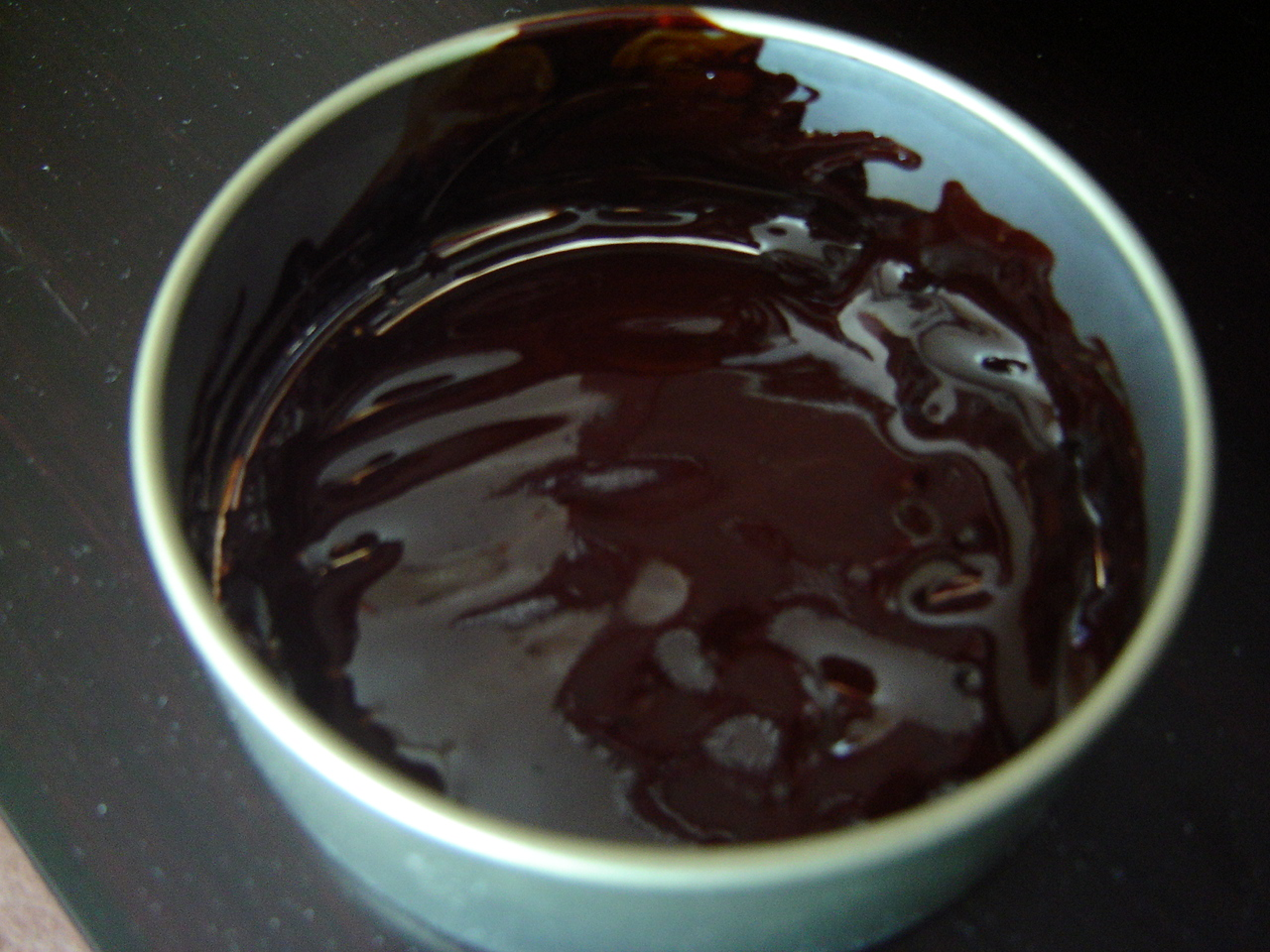
混入水和松節油的生漆

漆，又名大漆、生漆、木漆、土漆、国漆、山漆等，是一种从漆树皮层采集的乳白色黏稠性汁液，是一种天然涂料，主要由漆酚（含量约40%～70%）、漆酶、树胶质和水分等组成。具有黏接、加固、调合颜料、涂饰、硬化成膜、防护保护等功能。

## 收割和加工工序
漆是漆樹的樹脂，每年割漆的時間為4月至8月，以三伏天割取的漆液品質最佳。因盛夏時水分揮發快，陽光充沛，漆樹長得最好。每天日出前是割漆的好時間，先用蚌殼割開漆樹皮，然後將裡面一層的木質切成斜形刀口，將蚌殼或竹片放在刀口下方，讓漆液沿著它流下來，並用木桶盛起來。
漆可以製成漆器。漆器製作可以木、竹為“胎”，將乾燥的竹木加工成合適形狀，再刷上多層生漆。偶然也用陶、瓷、銅為胎，也有直接以漆為胎的。

## 漆的分類

### 生漆
生漆是從漆樹上割取的天然漆液。生漆的主要成分是漆酚，容易引起皮肤过敏，但放置乾燥後就變得無毒。漆液刚流出时呈乳白色，凝固后变为棕红，久放又会氧化变黑，“漆黑”一词就来源于此。

### 熟漆
熟漆是指經過日照、攪拌、滲入桐油氧化後的生漆。

### 其他種類的漆
红漆是指在漆中添入朱砂而成的朱紅色的漆。

## 特點
漆液因為黏著性強，不僅有黏連、加固功能，並能在空氣中在漆酶的催化作用下乾固成薄膜，質地堅硬、能耐酸、不易剝離，因而能保護器物不破壞。将半凝固的生漆涂抹在器物表面，可使其防水防腐，长久不坏。漆液產生的薄膜光滑細膩，可在漆中加入各種色料，用来在器物表面作圖示或繪畫紋飾，以美化器物。自古以來漆液一直是人類日常生活中，廣泛被使用的接著材料及塗料。

## 歷史
在新石器時代前期的中國已經製作漆器，比如河姆渡遺址出土的瓜棱形朱漆碗，距今6000年。商周时期，人们已开始种植漆树。庄子在《人間世》中有语：“漆可用，故割之”，是中国最早關於采割生漆的记载。

## 評價
英国科技史学者李约瑟宣称，生漆就是人类最早的一种“工业塑料”。

## 延伸阅读
[在维基数据编辑]